# Heliophila minima
Heliophila minima är en korsblommig växtart som först beskrevs av Stephens, och fick sitt nu gällande namn av Wessel Marais. Heliophila minima ingår i släktet solvänner, och familjen korsblommiga växter. Inga underarter finns listade i Catalogue of Life.